# Hein (televisieserie)
Hein is een Nederlandse jeugdtelevisieserie uit 2024, uitgezonden op NPO Zapp.

## Verhaal
De serie volgt Hein, die met zijn vader meegaat naar diens ouderlijk huis nadat zijn grootvader een ongeluk heeft gehad. Tijdens zijn verblijf komt hij op de begraafplaats van zijn grootvader, die begrafenisondernemer is, waar hij de geest van een vrouw ziet. Later die avond sluipt Hein samen met zijn vriend Jordi het mortuarium in, waar hij de geest opnieuw tegenkomt. Zijn grootvader legt hem uit dat Hein net als hij beschikt over de gave om geesten te zien, en dat het aan hem is om hen te begeleiden naar de eeuwige rust.

## Opnamelocaties
De begraafplaats in de serie is de Nieuwe Algemene Begraafplaats in Baarn. Niet alle scenes die zich binnen afspelen zijn daar opgenomen, maar wel de ruimte waar de uitvaartceremonies worden voltrokken.

## Vaste rollen
| Acteur              | Personage          | Opmerkingen                |
| ------------------- | ------------------ | -------------------------- |
| Brandon River Coene | Hein Greveling     |                            |
| Benja Bruijning     | Menno Greveling    | vader Hein                 |
| Bert Luppes         | Johannes Greveling | opa Hein                   |
| Eva Laurenssen      | Terrence           | medewerkster begraafplaats |
| Lola May Nijhuis    | Dewi de Groot      |                            |
| Luca Oeidairam      | Jordi Pinas        | zoon Terrence              |